# USS Narwhal (SS-17)
USS Narwhal (SS-17) – amerykański okręt podwodny z okresu I wojny światowej, jednostka prototypowa typu D. Została zwodowana 8 kwietnia 1909 roku w Fore River Shipyard w Quincy i przyjęta w skład US Navy 23 listopada tego roku. W listopadzie 1911 roku nazwę okrętu zmieniono na oznaczenie literowo-numeryczne D-1. Okręt wycofano ze służby 8 lutego 1922 roku i sprzedano.

## Projekt i budowa
Konstrukcja USS „Narwhal” oparta była na rozwiązaniach poprzednich typów okrętów podwodnych zaprojektowanych przez Electric Boat (szczególnie na typie C. Okręt, prócz zwiększonej długości i wyporności, cechował dużych rozmiarów kiosk z mostkiem oraz dwa peryskopy. Po raz pierwszy w amerykańskich okrętach podwodnych zastosowano w nim podział kadłuba na przedziały rozdzielone grodziami wodoszczelnymi.
Okręt zbudowany został w Fore River Shipyard w Quincy. Wodowanie odbyło się 8 kwietnia 1909 roku.

## Dane taktyczno–techniczne
„Narwhal” był małym okrętem podwodnym o konstrukcji jednokadłubowej. Długość całkowita jednostki wynosiła 41,1 metra, szerokość 4,2 metra i zanurzenie 3,6 metra. Wyporność w położeniu nawodnym wynosiła 288 ton, a w zanurzeniu 337 ton. Okręt napędzany był na powierzchni przez dwa silniki benzynowe Craig o łącznej mocy 600 koni mechanicznych (KM). Napęd podwodny zapewniały dwa silniki elektryczne Electro-Dynamic o łącznej mocy 260 KM. Dwuśrubowy układ napędowy pozwalał osiągnąć prędkość 12 węzłów na powierzchni i 9,5 węzła w zanurzeniu. Zasięg wynosił 1240 Mm przy prędkości 10 węzłów w położeniu nawodnym oraz 80 Mm przy prędkości 5 węzłów pod wodą. Dopuszczalna głębokość zanurzenia wynosiła 60 metrów.
Okręt wyposażony był w cztery dziobowe wyrzutnie torped kalibru 450 mm (18"), z łącznym zapasem czterech torped. Załoga okrętu składała się 15 oficerów, podoficerów i marynarzy.

## Przebieg służby
USS „Narwhal” (Submarine Torpedo Boat No. 17) został wcielony do służby w US Navy 23 listopada 1909 roku. Pierwszym dowódcą jednostki został por. mar. J.C. Townsend. Okręt włączono w skład Floty Atlantyckiej. Stacjonując w Newport, uczestniczył w szkoleniu, ćwiczeniach torpedowych oraz próbach i eksperymentach. 17 listopada 1911 roku nazwę okrętu zmieniono na oznaczenie literowo-numeryczne D-1.
Od 20 stycznia do 11 kwietnia 1913 roku wraz z innymi okrętami operował na Morzu Karaibskim, a od 5 stycznia do 21 kwietnia 1914 roku pływał u wybrzeży Florydy. Podczas I wojny światowej D-1 służył jako jednostka szkoleniowa. Okręt trafił do rezerwy 9 września 1919 roku, kontynuując proces szkolenia załóg. 17 lipca 1920 roku okręt otrzymał numer identyfikacyjny SS-17.
D-1 został wycofany ze służby 8 lutego 1922 roku w Filadelfii. Sprzedano go 5 czerwca 1922 roku.